# Цинцендорф, Альбрехт VII фон
Граф Альбрехт VII фон Цинцендорф унд Поттендорф (нем. Albrecht von Zinzendorf und Pottendorf; 24 августа 1619 — 6 октября 1683, Линц) — австрийский придворный и государственный деятель.

## Биография
Сын барона Иоханнеса Иоахима фон Цинцендорфа унд Поттендорфа и Марии Юдит фон унд цу Лихтенштейн.
3 октября 1640 назначен мундшенком при дворе императора Фердинанда III, 15 декабря того же года стал императорским камергером.
9 июля 1646 стал членом Придворного совета, 8 февраля 1666 был назначен оберстегермейстером и тайным советником, затем занимал должности оберстгофмейстера императрицы Элеоноры и оберстгофмаршала Леопольда I.
В 1662 году вместе с двоюродными братьями возведен в достоинство имперского графа.
14 декабря 1673 пожалован Карлом II в рыцари ордена Золотого руна.

## Семья
Жена (6.02.1641): Мария Барбара фон Кевенхюллер (1.07.1624—5.12.1696), дочь Франца Кристофа фон Кевенхюллера, императорского тайного советника, и Барбары Тойфель
Дети:
- Мария Зузанна Элеонора (1644—1704). Муж (20.08.1661): граф  Лудовико III ди Коллоредо (1631—1693)
- Мария Йозефа. Муж: князь Франц Антон фон Порчиа
- Франц Карл (1647—6.10.1668)